# Браер (Техас)
Браер (англ. Briar) — переписна місцевість (CDP) в США, в округах Таррант, Вайз і Паркер штату Техас. Населення — 7035 осіб (2020).

## Географія
Браер розташований за координатами 32°59′10″ пн. ш. 97°33′37″ зх. д. / 32.98611° пн. ш. 97.56028° зх. д. (32.986202, -97.560166).  За даними Бюро перепису населення США в 2010 році переписна місцевість мала площу 56,84 км², з яких 52,96 км² — суходіл та 3,88 км² — водойми.

## Демографія
Згідно з переписом 2010 року, у переписній місцевості мешкало 5665 осіб у 2171 домогосподарстві у складі 1536 родин. Густота населення становила 100 осіб/км².  Було 2510 помешкань (44/км²).
Расовий склад населення:
| - 92,1 % — білих - 0,9 % — корінних американців - 0,8 % — чорних або афроамериканців - 0,7 % — азіатів - 0,2 % — вихідців з тихоокеанських островів - 3,0 % — осіб інших рас |

До двох чи більше рас належало 2,3 %. Частка іспаномовних становила 8,0 % від усіх жителів.
За віковим діапазоном населення розподілялося таким чином: 22,8 % — особи молодші 18 років, 62,3 % — особи у віці 18—64 років, 14,9 % — особи у віці 65 років та старші. Медіана віку мешканця становила 43,2 року. На 100 осіб жіночої статі у переписній місцевості припадало 99,3 чоловіків; на 100 жінок у віці від 18 років та старших — 99,9 чоловіків також старших 18 років.
Середній дохід на одне домашнє господарство  становив 74 302 долари США (медіана — 50 458), а середній дохід на одну сім'ю — 72 684 долари (медіана — 67 292). Медіана доходів становила 51 250 доларів для чоловіків та 44 958 доларів для жінок. За межею бідності перебувало 14,5 % осіб, у тому числі 23,3 % дітей у віці до 18 років та 9,8 % осіб у віці 65 років та старших.
Цивільне працевлаштоване населення становило 2128 осіб. Основні галузі зайнятості: освіта, охорона здоров'я та соціальна допомога — 15,3 %, транспорт — 11,8 %, мистецтво, розваги та відпочинок — 10,2 %, виробництво — 10,0 %.